# ボビー・マーシャン
ボビー・マーシャン（Bobby Marchan、1930年4月30日 - 1999年12月5日）は、アメリカ合衆国のR&B歌手である。出生名はオスカー・ジェイムズ・ギブソン（Oscar James Gibson）。ジェリ・ホール、ルーズヴェルト・ライトらと並び、ヒューイ・"ピアノ"・スミス・アンド・ザ・クラウンズ初期の主要メンバーとしての活躍が知られている。

## 来歴
オハイオ州ヤングスタウン生まれ。マーシャンは10代の頃に女装をするようになり、パウダー・ボックス・リヴューと称するドラァグクイーンの団体を結成している。1950年代中頃より、デュー・ドロップ・インやクラブ・ティアフアナなど、ニューオーリンズのナイトクラブでパフォーマンスをするようになった。1954年、彼は初のレコーディングである"Have Mercy"をコズィモ・マタッサのプロデュースの元、アラディンに残している。続いて彼はドット、エイスと言ったレーベルへレコーディングを行った。エイスの経営者、ジョニー・ヴィンセントはマーシャンのことを女性と勘違いして契約を提示し、ボビー・フィールズという偽名で彼の"Give A Helping Hand"をリリースした。
1957年以降、マーシャンはヒューイ・"ピアノ"・スミスがリーダーを務めるグループ、ザ・クラウンズの一員としてもツアーをするようになった。彼はザ・クラウンズのリード・シンガーも務め、またときにはスミスが曲作りやレコーディングのためにクラブ出演やツアーを欠席した場合のバンドリーダー代理も務めた。ツアー・バンドには、ピアノにジェイムズ・ブッカーが参加することもあった。マーシャンはまた、ヒューイ・スミス＆ザ・クラウンズの一員としてレコーディングも行っており、彼らのヒット曲"Rocking Pneumonia And The Boogie Woogie Flu" 、"Don't You Just Know It"、そして"Sea Cruise"のオリジナル・バージョンなどにも参加している。この曲は後日フランキー・フォードのヴォーカルが入れられ、ヒットを記録。多くのアーティストがカバーするようになった。
1959年、彼はザ・クラウンズを離れ、ソロ・アーティストとしてボビー・ロビンソンのファイヤー・レコード入りを果たした。彼は翌1960年にビッグ・ジェイ・マクニーリーのカバー、"There's Something On Your Mind"でR&Bチャート1位を獲得するヒットを記録した。マーシャンはここで、曲の間に長い語りを入れている。しかし、これ以降のファイヤーでのレコードは大きな商業的成功にはつながらず、1963年に彼はスタックス・レコードに移籍することとなった。ここでマーシャンはオーティス・レディングの勧めにより、傘下のレーベルのヴォルト所属となった。ドニー・エルバートのWhat Can I Doのカバーを始め、2枚のシングルがリリースとなった。続いて彼はダイヤル・レコードへ移籍。ここでは、1965年に自作曲"Get Down With It"をレコーディングしている。この曲はリトル・リチャードによってカバーされ、1971年にはイギリスのグラム・ロック・バンド、スレイドが"Get Down And Get with It"としてリリースしてバンド初のヒットとなっている。
カメオ-パークウェイ・レコードへの移籍し、1966年、There's Something About You, Babyをリリース。それに続き2枚目のシングルShake Your Tambourine同年リリースすると、これがR&Bチャート入りするヒットとなった。しかしながら、エイスを含む複数のレーベルからリリースした以後のレコードではヒットに恵まれることはなく、1970年代初頭に、彼はニューオーリンズで女装パフォーマーおよびMCの活動に戻っている。彼はニューオーリンズ・ジャズ&ヘリテッジ・フェスティバルにレギュラーで出演するようになった。彼の最後のスタジオ・レコーディングの作品は、アル・ベルのエッジ・レコードから1987年にリリースした彼の最大のヒット"There's Something On Your Mind"の再演だった。
彼は1980年代には、自身のプロダクション会社、マニキュア・プロダクションズを設立している。1990年代に入ると、マニキュアはテイク・フォー・レコードのバウンス・ミュージックのアーティスト、DJジュビリーなどヒップホップのブッキングとプロモーションに関わるようになった。マーシャンはまた、キャッシュ・マネー・レコードの立ち上げにもかかわった。
マーシャンは1999年12月5日、肝癌のため、ルイジアナ州グレトナで死去した。69歳。

## ディスコグラフィ

### ザ・クラウンズのメンバーとして
- "Rocking Pneumonia and the Boogie Woogie Flu" (Ace 530) 1957 (#5 R&B/#52 Pop)
- "Don't You Just Just Know It" (Ace 545) 1958 (#4 R&B/#9 Pop)

### ソロ
- "There's Something on Your Mind" (Fire 1022) 1960 (#1 R&B/#31 Pop) (Billboard)
- "I've Got a Thing Going On" (Dial 3022) 1964 (#25 R&B #116 Pop) (Billboard)
- "Shake Your Tambourine" (Cameo 429) 1966 (#14 R&B) (Billboard)